# L'Héritage de la chair
 (août 2022).
Pour plus de détails, voir Fiche technique et Distribution.
L'Héritage de la chair (Pinky) est un film américain réalisé par John Ford et Elia Kazan, sorti en 1949.

## Synopsis
Pinky est une Afro-Américaine à la peau assez claire pour se faire passer pour Blanche. Désormais infirmière, elle revient dans sa ville natale. Elle soigne Miss Em qui fait d'elle son héritière. Mais à la mort de celle-ci, l'héritage est contesté...

## Fiche technique
- Titre français : L'Héritage de la chair
- Titre belge : Pinky la négresse blanche
- Titre original : Pinky
- Réalisation : John Ford et Elia Kazan
- Scénario : Philip Dunne et Dudley Nichols, d'après le roman Quality de Cid Ricketts Sumner (1946)
- Production : Darryl F. Zanuck
- Société de production : Twentieth Century Fox
- Musique : Alfred Newman
- Photographie : Joseph MacDonald
- Montage : Harmon Jones
- Pays de production : États-Unis
- Langue : anglais
- Format : Noir et blanc - 1,85:1 - Mono - 35 mm
- Genre : Drame psychologique
- Durée : 102 minutes
- Dates de sortie :
  - États-Unis : 29 septembre 1949
  - France : 30 juin 1950
- Affiche : Boris Grinsson (France)

## Distribution
- Jeanne Crain : Patricia 'Pinky' Johnson
- Ethel Barrymore : Miss Em
- Ethel Waters : Dicey Johnson, la grand mère de Pinky
- William Lundigan : Dr Thomas Adams
- Basil Ruysdael : le juge Walker
- Kenny Washington : Dr Canady
- Nina Mae McKinney : Rozelia
- Griff Barnett : Dr Joe McGill
- Frederick O'Neal : Jake Walters
- Evelyn Varden : Melba Wooley
- Raymond Greenleaf : le juge Shoreham

Acteur non crédités
- Juanita Moore : une infirmière

## Autour du film
- Le succès du film d'Elia Kazan Le Mur invisible (1947) incite Daryl Zanuck à s'attaquer au problème du racisme envers les noirs et il choisit John Ford pour réaliser L'Héritage de la chair. Mais Ford est mal à l'aise avec le film. Zanuck dit à ce propos : « Il s'agissait d'une différence d'opinion professionnelle. Les noirs de Ford étaient comme le personnage de Tante Jemima : des caricatures. J'ai pensé que nous allions vers de graves problèmes. Jack [John] a dit : "Je pense qu'il vaut mieux mettre quelqu'un d'autre sur le film." J'ai dit : "Finissons la journée", et j'ai retiré Ford du film. Certains metteurs en scène sont remarquables dans certains domaines et totalement impuissants dans d'autres. » Elia Kazan prit donc la suite de John Ford.
- Le film a suscité des controverses ; il a été interdit dans la ville de Marshall (Texas).
- L'actrice et chanteuse métisse Lena Horne a d'abord été pressentie pour jouer Pinky, mais on a pensé qu'une actrice blanche attirerait plus le public blanc.
- Tournage : de début mars au 23 mai 1949.
- Recettes : 1 700 000 dollars.